# Il giorno in più (film)
Il giorno in più è un film del 2011 diretto da Massimo Venier.
Il film è tratto dall'omonimo romanzo di Fabio Volo, protagonista del film al fianco di Isabella Ragonese. Tuttavia, la trama si differenzia parecchio da quella del libro, cambiandone radicalmente concetti e sviluppo.

## Trama
Giacomo ha successo sul lavoro: ottimo osservatore della natura umana, è bravo a parlare e convincere i clienti a chiudere contratti; sul fronte sentimentale, invece, è un donnaiolo incallito che ha difficoltà a mantenere una relazione matura per più di pochi mesi e evita perciò di impegnarsi sentimentalmente con qualsiasi donna.
Un giorno, andando al lavoro, nota sul tram una ragazza. Dopo averla osservata tutte le mattine, scambiandosi reciprocamente una serie di sguardi, Giacomo, pur non conoscendo il suo nome, se ne innamora follemente. Una sera, per respingere le avance di una donna con cui filtrava per motivi di lavoro, si ritrova a doversi inventare una fidanzata ed usa come modello la ragazza del tram a cui attribuisce il nome di Agnese. La bugia prende sempre più piede quando Giacomo si rende conto che avere una finta fidanzata lo protegge dagli straordinari sul lavoro e dalle prediche ansiose della madre. 
Quando però riceve un invito ad un matrimonio a nome suo e di Agnese, non sapendo come altro fare a mantenere in piedi la bugia, decide di attaccare discorso con la ragazza del tram. La mattina successiva però la ragazza, che scoprirà chiamarsi Michela, lo precede e finalmente gli parla e lo invita per un caffè che poi si estende anche un invito a cena. Alla fine della serata Michela gli dice che sta per trasferirsi definitivamente a New York, avendo ottenuto un lavoro presso una casa editrice ed è proprio per salutarlo che quella mattina aveva deciso di rivolgergli la parola.
Pochi giorni dopo Giacomo accetta un lavoro in Sud America ma, durante lo scalo aereo nella Grande Mela, decide di cambiare programma e fermarsi a New York per cercare Michela. La ragazza però si dimostra fredda nel rivederlo, perché avrebbe preferito tagliare definitivamente i ponti con la sua vita in Italia, ma alla fine Giacomo le propone una sorta di gioco: fidanzarsi a tempo, solo per i pochi giorni che li separano dall'addio definitivo approfittando di alcuni giorni di festa e del fatto che il capo di Michela, Tom, è a Chicago per un importante contratto.
Tom, invece, torna prima e i due decidono a malincuore di interrompere il gioco con un giorno d'anticipo e anche questa volta Giacomo non riesce a dire a Michela che quello che ha provato per lei non era un semplice gioco.
Giacomo ritorna a casa e ritrova una situazione complessa sul luogo di lavoro dove ci sono stati tagli al personale ma ritrova anche una dimensione più umana e leale con i suoi affetti.
Ad un certo punto Giacomo decide di incontrare di nuovo Michela e va a New York dove riesce ad entrare in casa e a lasciarle un messaggio in un libro dove le fissa un appuntamento, lettera che però Michela non legge perché trasloca e nel traslocare il libro va a finire negli oggetti da buttare. Dopo alterne vicende, però, qualcuno ritrova la lettera e riesce a recapitarla a Michela, che si presenta all'appuntamento dove ad attenderla c'è Giacomo.

## Produzione
Il giorno in più è il primo romanzo di Fabio Volo ad essere adattato per il cinema, inizialmente era stato ipotizzato di affidare la regia a Volo, ma essendo già interprete del film e autore del romanzo da cui è tratto, l'attore/scrittore ha preferito affidare la regia a Massimo Venier.
Il film è prodotto da ITC Movie, in collaborazione con Rai Cinema e Gruppo Telecom Italia Media e il sostegno di Film Commission Torino Piemonte. Le riprese del film sono iniziate il 6 settembre 2010 e si sono protratte per un periodo di 8 settimane, tra Torino, New York e Settimo Torinese.

## Distribuzione
Il film è stato distribuito nelle sale cinematografiche italiane il 2 dicembre 2011 dalla 01 Distribution.

## Curiosità
Il libro che Giacomo usa per lasciare il messaggio è "Breath of Love" di Alexander Panni. Libro e autore sono inventati. Allo stesso modo Michela lavora a New York per la Gluecksblatt che è anche essa una casa editrice inventata.

## Colonna sonora
La colonna sonora è stata composta da Paolo Buonvino e Giuliano Taviani, ma contiene anche brani di altri artisti come Malika Ayane e Jack Shaindlin. È stata pubblicata il 29 novembre 2011 dalla Sugar Music.

### Tracce
Brani composti da Paolo Buonvino e Giuliano Taviani, tranne dove specificato.
1. Something Is Changing (Malika Ayane)
2. In tram
3. Big Favour
4. Ritorno a Milano
5. L'idea
6. I filodrammatici
7. Melloni
8. In ascensore
9. Powder on the Words (A Toys Orchestra)
10. Red Valse
11. Dante
12. Giacomo
13. Gramercy
14. Muretto
15. Palindromo
16. Boat Bar
17. Fade into You (Mazzy Star)
18. Picture
19. Balcone
20. Le chiavi
21. Rain
22. Let's Go Sunning (Jack Shaindlin)
23. The Book
24. Lettera
25. Il giorno in più (Malika Ayane)